# Austra Klammerøya
Austra Klammerøya est une île norvégienne du comté de Hordaland appartenant administrativement à Bømlo.

## Description
Rocheuse et désertique, elle s'étend sur environ 410 m de longueur pour une largeur approximative de 142 m. 